# Кіровський район (АР Крим)
Іслямтерецький райо́н (крим. İslâm Terek rayonı) — колишній район Автономної Республіки Крим, зараз у складі Феодосійського району. Розташований у східній частині Криму.
12 травня 2016 року Верховна Рада України перейменувала «Кіровський район» на «Іслямтерецький». Постанова про перейменування набере чинності після повернення тимчасово окупованої території Автономної Республіки Крим та міста Севастополя під загальну юрисдикцію України.

## Географічне розташування
Межує на півдні із Феодосійською і Судацькою міськрадами, на сході — з Єдикуйським районом, на півночі — з акваторією озера Сиваш, на північному заході — з Ічкінським районом, на заході — з Білогірським.
Адміністративним центром району є смт Кіровське, яке розташоване за 103 км від столиці республіки — міста Сімферополя (автошлях Р23).

## Населення
Розподіл населення за віком та статтю (2001)
| Стать | Всього | До 15 років | 15-24 | 25-44 | 45-64 | 65-85 | Понад 85 |
| --- | ------ | ----------- | ----- | ----- | ----- | ----- | -------- |
| Чоловіки | 27 341 | 5425        | 4641  | 8024  | 6494  | 2663  | 94       |
| Жінки | 30 673 | 5295        | 4212  | 8020  | 8039  | 4759  | 348      |
| \| Статево-вікова піраміда \| Статево-вікова піраміда \| Статево-вікова піраміда \| \| ----------------------- \| ----------------------- \| ----------------------- \| \| Чоловіки \| Вік \| Жінки \| \| 94 \| 85 + \| 348 \| \| 135 \| 80-84 \| 405 \| \| 422 \| 75-79 \| 1098 \| \| 957 \| 70-74 \| 1631 \| \| 1149 \| 65-69 \| 1625 \| \| 1708 \| 60-64 \| 2388 \| \| 909 \| 55-59 \| 1281 \| \| 1700 \| 50-54 \| 1982 \| \| 2177 \| 45-49 \| 2388 \| \| 2286 \| 40-44 \| 2365 \| \| 2004 \| 35-39 \| 2026 \| \| 1789 \| 30-34 \| 1741 \| \| 1945 \| 25-29 \| 1888 \| \| 2089 \| 20-24 \| 1977 \| \| 2552 \| 15-20 \| 2235 \| \| 2371 \| 10-14 \| 2381 \| \| 1666 \| 5-9 \| 1614 \| \| 1388 \| 0-4 \| 1300 \| |        |             |       |       |       |       |          |
| Статево-вікова піраміда |        |             |       |       |       |       |          |
| Чоловіки | Вік    | Жінки       |       |       |       |       |          |
| 94 | 85 +   | 348         |       |       |       |       |          |
| 135 | 80-84  | 405         |       |       |       |       |          |
| 422 | 75-79  | 1098        |       |       |       |       |          |
| 957 | 70-74  | 1631        |       |       |       |       |          |
| 1149 | 65-69  | 1625        |       |       |       |       |          |
| 1708 | 60-64  | 2388        |       |       |       |       |          |
| 909 | 55-59  | 1281        |       |       |       |       |          |
| 1700 | 50-54  | 1982        |       |       |       |       |          |
| 2177 | 45-49  | 2388        |       |       |       |       |          |
| 2286 | 40-44  | 2365        |       |       |       |       |          |
| 2004 | 35-39  | 2026        |       |       |       |       |          |
| 1789 | 30-34  | 1741        |       |       |       |       |          |
| 1945 | 25-29  | 1888        |       |       |       |       |          |
| 2089 | 20-24  | 1977        |       |       |       |       |          |
| 2552 | 15-20  | 2235        |       |       |       |       |          |
| 2371 | 10-14  | 2381        |       |       |       |       |          |
| 1666 | 5-9    | 1614        |       |       |       |       |          |
| 1388 | 0-4    | 1300        |       |       |       |       |          |

Національний склад населення району за переписом 2001 р. та 2014 р. 
|                 | 2001        | 2001      | 2014        | 2014      |
|                 | чисельність | частка, % | чисельність | частка, % |
| --------------- | ----------- | --------- | ----------- | --------- |
| росіяни         | 29 290      | 50,5      | 26 103      | 51,4      |
| кримські татари | 14 816      | 25,5      | 14 516      | 28,6      |
| українці        | 10 219      | 17,6      | 5 376       | 10,6      |
| білоруси        | 955         | 1,7       | 520         | 1,0       |
| татари          | 775         | 1,4       | 2 228       | 4,4       |
| марійці         | 206         | 0,4       | 123         | 0,2       |
| вірмени         | 198         | 0,3       | 194         | 0,4       |
| корейці         | 175         | 0,3       | 149         | 0,3       |
| греки           | 167         | 0,3       | 161         | 0,3       |
| узбеки          | 128         | 0,2       | 148         | 0,3       |

Етномовний склад населених пунктів району (рідні мови населення за переписом 2001 р.)
|                          | російська | кримськотатарська | українська |
| Іслямтерецький район     | 64,2      | 24,0              | 8,4        |
| ------------------------ | --------- | ----------------- | ---------- |
| м. Старий Крим           | 62,1      | 25,8              | 5,2        |
| смт Іслям-Терек          | 71,8      | 18,7              | 7,3        |
| Абрикосівська сільрада   | 71,9      | 15,9              | 9,3        |
| Владиславівська сільрада | 67,9      | 18,0              | 9,2        |
| Журавська сільрада       | 47,9      | 38,1              | 11,0       |
| Золотополенська сільрада | 69,0      | 16,6              | 12,3       |
| Льговська сільрада       | 59,5      | 23,6              | 13,8       |
| Партизанська сільрада    | 68,2      | 19,5              | 11,0       |
| Первомайська сільрада    | 65,6      | 26,2              | 7,4        |
| Привітненська сільрада   | 66,1      | 29,1              | 4,1        |
| Синицинська сільрада     | 56,8      | 30,4              | 11,0       |
| Токарєвська сільрада     | 75,1      | 10,4              | 8,4        |
| Яркополенська сільрада   | 60,7      | 26,3              | 8,3        |

## Природні ресурси
Район розташований в різноманітних геморфологічних умовах.
На півдні територія району захоплює відроги і схили деградованої по висоті Головного пасма Кримських гір. Трохи північніше, від м. Старий Крим, починається передгірське пасмо, яке тягнеться на захід. Передгірське пасмо з півночі і сходу знижується і поступово переходить в східно—кримську низовинну рівнину, яка схожа в структурному відношенні на Індольську западину. Рівнина поступово знижується на північний схід у напрямку до Сивашу. Її прорізають досить довгі балки, які ведуть початок від північних схилів Кримських гір, а також долин річок Мокрий Індол і Чурюк-Су. Річкові долини тут неглибокі, із слабо вираженими терасами (за винятком заплавних, які добре розвинені і є важливими сільськогосподарськими угіддями). Береговою смугою на висоті 1-3 м над рівнем моря розвинена лиманово-морська тераса з солонцовими ґрунтами.
Корисні копалини представлені місцевими будівельними матеріалами: вапняками, цегляно-черепичними глинами і гравієм, розробка яких здійснюється в кар'єрах АТ «Старокримський», «Агармаш», АТ «Кримкар'єроуправління», «Грушівське».

## Адміністративний устрій
Район поділяється на 1 міську раду, 1 селищну раду і 11 сільських рад, які підпорядковані Кіровській районній раді та об'єднують 41 населених пунктів.

## Економіка
В економіці головне місце належить сільськогосподарському виробництву. На території району розміщені 11 сільськогосподарських підприємств: 3 заводи радгоспу, 8 сільськогосподарських підприємств, 7 фермерських господарств, підсобне господарство.

## Транспорт
Територією району проходить автошлях E97.

## Соціальна сфера
Функціонують 18 середніх загальноосвітніх установ, 2 лікарні, 12 амбулаторій, 26 фельдшерсько-акушерських пунктів, 16 клубів, 10 будинків культури, 26 бібліотек, 3 музичних шкіл, санаторій «Старий Крим», ДЮСШ, історично-літературний музей (м. Старий Крим), готель (смт. Кіровське), відділення Ощадбанку, 37 релігійних громад.

## Пам'ятки
Пам'ятками археології особливо багате м. Старий Крим, на території якого існувало поселення епохи бронзи (II тис. до н. е.); руїни пізньоскіфського городища на р. Агармиш; залишки античного поселення (IV—III ст. до н. е. — перші століття н. е.).
Пам'ятки історії та архітектури:
- руїни мечеті Бейбарса (м. Старий Крим), побудованої у 1287—1288 роках. за сприяння єгипетського султана Ал-Малік Бейбарса;
- мечеть 1314 року — часів правління Узбека — хана Золотої Орди;
- руїни мечеті Куршум-Джамі (Свинцева мечеть) XIV століття;
- руїни середньовічної церкви (Х—XII ст.), руїни караван-сараю (заїжджого двору) другої половини XIII—XIV ст.;
- руїни вірменського монастиря Сурб-Стефанос (XIII—XIV ст.);
- монастирський комплекс Сурб-Хач (XIV століття).

## Персоналії
З містом Старий Крим зв'язані імена І. К. Айвазовського (жив в місті в 80-90-х роках XIX століття), письменника Олександра Гріна (будинок-музей, в якому письменник жив в червні-липні 1932 р., могилу), засновника кімерійської школи живопису Костянтина Богаєвського, поета, художника, філософа Максиміліана Волошина, поетеси А. Герциг, сестер Цветаєвих, поета-футуриста і перекладача Г. М. Петникова, кінодраматурга Олексія Каплера, поетеси Ю. Друніної, білоруського поета і перекладача Максима Богдановича, письменника-фантаста В. Охотникова, скульптора і поета Т. Гагаріної, скульптора В. Г. Стамова, академіка АН України Миколи Амосова.
Встановлений пам'ятник Олександру Гріну.